# قاسم أباد (مياندشت)
قاسم أباد (بالفارسية: قاسم‌آباد) هي مستوطنة تقع في إيران في Miyandasht Rural District. يقدر عدد سكانها بـ 31 نسمة بحسب إحصاء 2016.